# Лінцький університет
Університет імені Йоганна Кеплера в Лінці (нім. Johannes Kepler Universität Linz) — один з публічний університетів Австрії, розташований в місті Лінц.

## Історія
Ще в 1574 році у Лінцькому ландгаусі розташувалася школа Adeliche Landt-Schuele. У цій школі з 1612 до 1626 року викладав Йоганн Кепплер, ім'я якого носить сьогоднішній університет. У ході контрреформації школу було розформовано. 1629 року її об'єднали з латинською школою ордену єзуїтів.
1669 року Лінцька гімназія одержала статус Ліцею високих студій (Lyzeum für höhere Studien) або «Studia altiora». 1674 року цісар Леопольд I надав школі університетський статус, але остаточного оформлення університету не відбулося. Після заборони ордену єзуїтів у 1774 році було закрито і Єзуїтський колегіум в Лінці. 1777 року його було розділено на академічну гімназію (k. k. academische Gymnasium) (сьогодні: Академічна гімназія (Лінц)) та академічний ліцей (k. k. Lyceum).
Повторне заснування університету відбулося лише в 1966 році. Урочисте відкриття пройшло 8 жовтня 1966 року. Основними напрямками нового університету стали технічна математика, інформатика, соціологія та інші соціальні науки, економіка, право. У 1970 році було відкрито відділення технічної фізики та економічної педагогіки. З 1977 року тут викладають хімію. В останні роки розширюється коло біологічних дисциплін: біоінформатика, біологічна хімія.